# Laricobius nigrinus
Laricobius nigrinus är en skalbaggsart som beskrevs av Kenneth Fender 1945. Laricobius nigrinus ingår i släktet Laricobius och familjen barrlusbaggar. Inga underarter finns listade i Catalogue of Life.